# 벌지대전투 지옥의 사수작전
《벌지대전투 지옥의 사수작전》(독일어: Wunderland)은 2018년에 개봉한 미국의 영화이다.

## 캐스팅
- 톰 베렌저 : 맥컬리 소령 역
- 스티븐 루크 : 카파 중위 역
- 미카엘 버긴 : 록 상사 역